# NGC 4471
NGC 4471 – gwiazda o jasności obserwowanej około 15m, znajdująca się w gwiazdozbiorze Panny na południe od galaktyki Messier 49. Skatalogował ją Johann Friedrich Julius Schmidt 29 lipca 1861 roku. Nie ma jednak pewności, którą z dwóch gwiazd położonych w pobliżu podanej przez niego pozycji miał na myśli. Niektóre bazy obiektów astronomicznych, np. SIMBAD i NASA/IPAC Extragalactic Database jako NGC 4471 identyfikują pobliską galaktykę LEDA 41185 (PGC 41185).